# Pleurogeophilus mediterraneus
Pleurogeophilus mediterraneus är en mångfotingart som först beskrevs av Frederik Vilhelm August Meinert 1870.  Pleurogeophilus mediterraneus ingår i släktet Pleurogeophilus och familjen storjordkrypare. Inga underarter finns listade i Catalogue of Life.